# Graciliraptor
A Graciliraptor (jelentése: „karcsú tolvaj”) a hüllők (Reptilia) osztályának dinoszauruszok csoportjába, ezen belül a hüllőmedencéjűek (Saurischia) rendjébe, a Theropoda alrendjébe és a Dromaeosauridae családjába tartozó nem.

## Tudnivalók

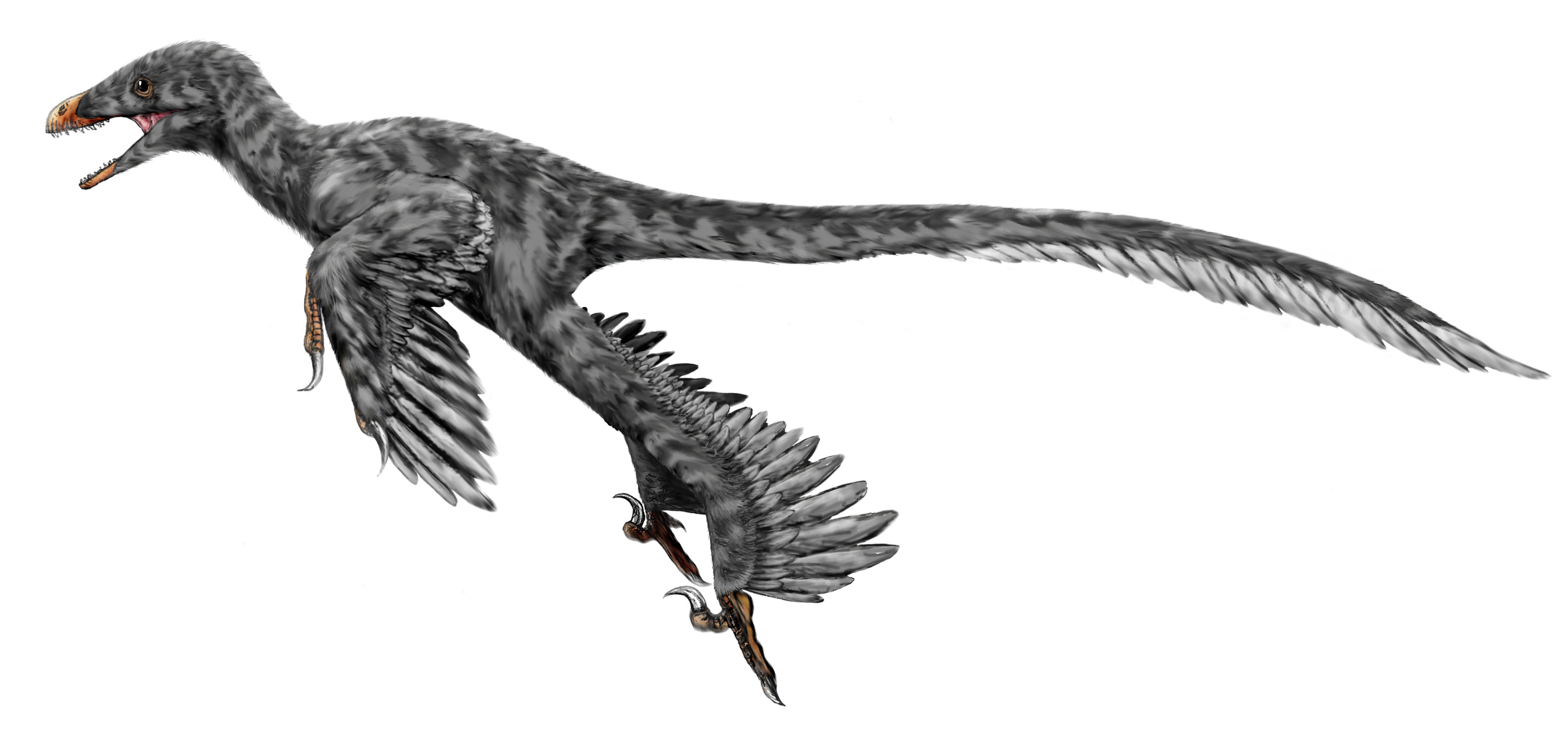
Állítólag így nézhetett ki élőben ez a kisméretű dinoszaurusz

A Graciliraptor a kora kréta korszak idején élt, ezelőtt 125 millió évvel, ott, ahol ma a kínai Liaoning tartomány van. Ebből a dinoszaurusznemből eddig csak egy faj került elő, az úgynevezett Graciliraptor lujiatunensis, amelyet 2004-ben Xu Xing és Wang Xiaoling őslénykutatók fedeztek fel, illetve írtak le. A maradványt a Yixian formációban találták meg; ez a lelőhely arról híres, hogy benne számos tollas dinoszauruszra bukkantak az őslénykutatók. Ebből a dinoszaurusz fajból eddig csak egyetlenegy maradvány, a holotípus (tároló száma: IVPP V 13474) került elő.
Az állat körülbelül 90 centiméter hosszú volt. Egyaránt megtalálhatók benne a Troodontidaekra és a madarakra jellemző tulajdonságok.

## Fordítás
- Ez a szócikk részben vagy egészben  a   Graciliraptor című angol Wikipédia-szócikk ezen változatának fordításán alapul.  Az eredeti cikk szerkesztőit annak laptörténete sorolja fel. Ez a jelzés csupán a megfogalmazás eredetét és a szerzői jogokat jelzi, nem szolgál a cikkben szereplő információk forrásmegjelöléseként.